# ستيم أو إس
نظام ستيم التشغيلي أو ستيم أو إس (بالإنجليزية: SteamOS) هو عبارة عن نظام جديد وحصري لجهاز ستيم ماشين يشتمل على متجر ألعاب الفيديو ستيم التابع لشركة فالف وهو نظام التشغيل الرسمي لجهاز ستيم ديك، وهو جهاز الألعاب المحمول من فالفي.
تم إنشاء ستيم أو إس في الأصل كعميل لبث ألعاب الفيديو عبر شبكة محلية من جهاز كمبيوتر للألعاب وتم توسيعه لاحقًا لدعم بعض اللعب على الجهاز، بقصد أن تعمل أجهزة الكمبيوتر خفيفة الوزن والقابلة للترقية، على تشغيل ستيم أو إس لبث الألعاب واللعب المحلي. كانت إصدارات ستيم أو إس 1.0، التي تم إصدارها في عام 2013، و2.0، التي تم إصدارها في عام 2015، مبنية على توزيع ديبيان من لينوكس مع سطح مكتب غنوم. شجعت فالفي المطورين على دمج توافق لينوكس في إصداراتهم لدعم خيارات ألعاب لينوكس بشكل أفضل، بما في ذلك ستيم أو إس.

## المميزات
تم تصميم SteamOS ليكون منصة مخصصة لتشغيل ألعاب الحاسوب بعيدا عن الحواسيب المكتبية التقليدية، وذلك عبر تقديم تجربة تشبه وحدات التحكم المنزلية Console-like Experience من خلال وضع يعرف بـ "وضع اللعب" (Gaming Mode). يركز النظام على توفير واجهة استخدام مبسطة ومزايا مخصصة للألعاب، ويعتمد على بنية نظام تشغيل قابلة للتشغيل على عتاد الحواسيب العامة في أي شكل فيزيائي.
الإصدارات الأولى من ستيم أو إس كانت تدعم تشغيل الألعاب المطورة أصلا لنظام لينكس، بالإضافة إلى إمكانية بث الألعاب من أجهزة ويندوز أو ماك أو لينكس أخرى عبر الشبكة المحلية. أما الإصدار 3.0 من نظام ستيم، فقد أصبح يعتمد على طبقة التوافق "Proton" لتشغيل عدد كبير من الألعاب المطورة في الأصل لنظام ويندوز.

## روابط خارجية
- الموقع الرسمي